# نکسوس کیو

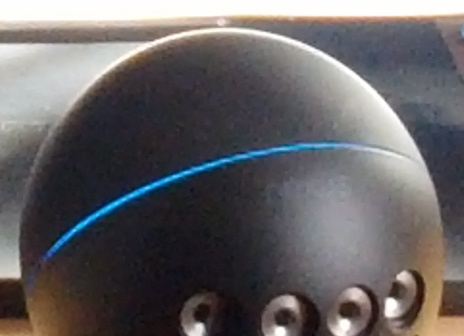
نکسوس کیو

نکسوس کیو  (به انگلیسی: Nexus Q) یک نوع مدیا پلیر کروی شکل از خانواده ی نکسوس است که توسط گوگل طراحی و ساخته شده و در ژوئن ۲۰۱۲ به بازار عرضه شده است. 
نکسوس کیو قابلیت پخش و ارائه ی خدمات بر خط گوگل مانند گوگل پلی و یوتیوب را داراست.